# Общество французских производителей кукол и игрушек

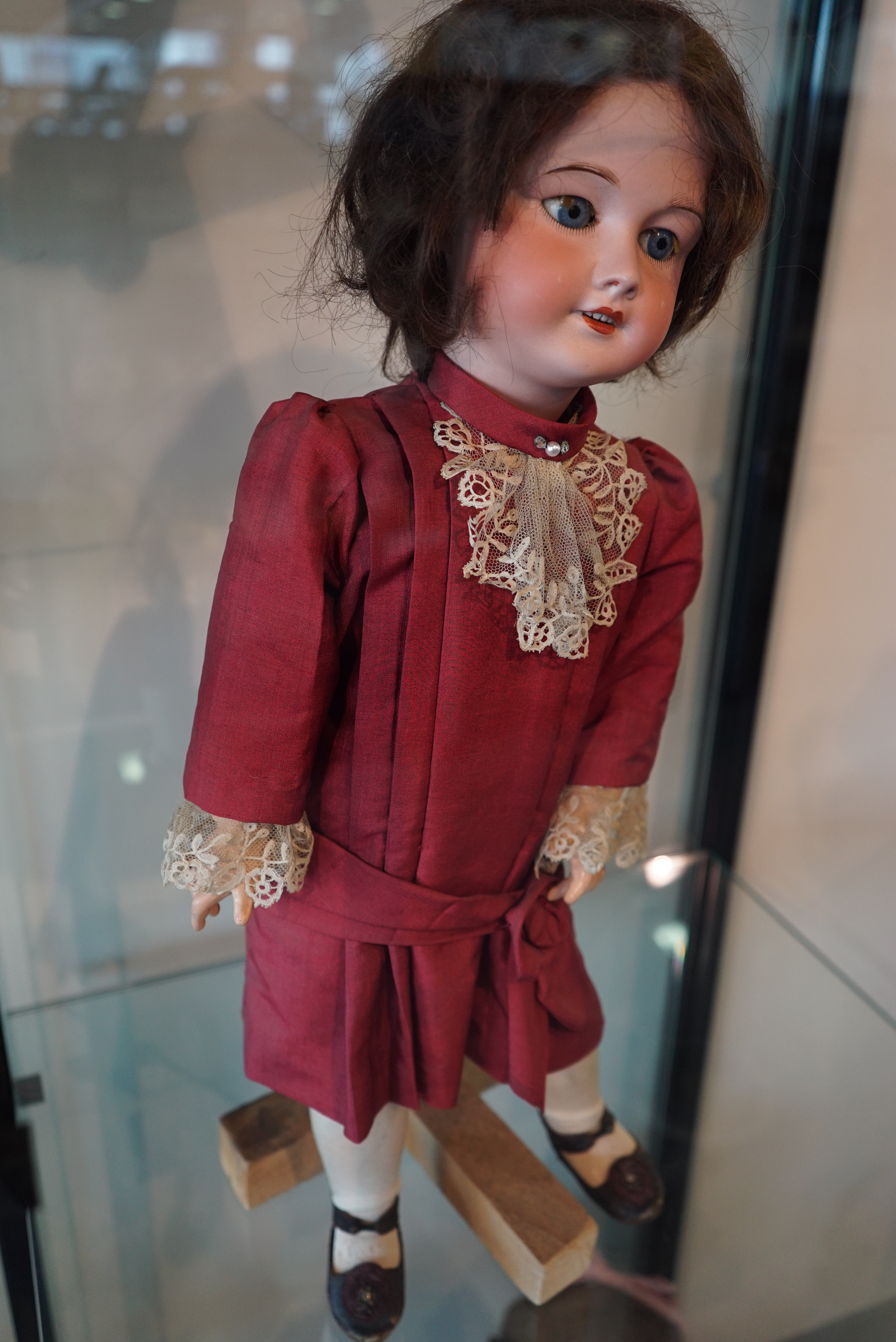
«Синеглазка» (Bleuette) из коллекции Musée-hôtel Le Vergeur

«Общество французских производителей кукол и игрушек» (фр. Société Française de Fabrication de Bébés et Jouetes, S.F.B.J.) — союз ведущих французских и франко-германских компаний — производителей кукол, созданный в 1899 году и прекративший существование в 1960 году. Штаб-квартира альянса находилась в Париже. Его возглавил Соломон Флейшманн. В состав вошли такие известные компании, как «Брю» (Brue), «Бебе Жюмо» (Bébé Jumeau), «Пинтель и Годшо» (Pintel & Godchauax), «Рабри и Дельфье» (Rabery & Delphier), «Флейшманн и Блёдель» (Fleischmann & Bloedel). Общество имело тесные связи с немецким альянсом «Кестнер». Объединение появилось в связи с усилением конкурентной борьбы со стороны немецких компаний, стремлением снизить издержки и цену на товары, заинтересовать новых покупателей. Во второй половине XIX века французские компании получали из Германии некоторые комплектующие к своим куклам. Туловища, парики, одежда и аксессуары производились во Франции, а фарфоровые головки поступали из Германии. В 1890-е годы такая кооперация привела к жёсткой конкурентной борьбе, которая обострилась на фоне принятия закона, предписывающего указывать страну производства. В результате стало известно, что в большинстве своём прославленная французская кукольная продукция имеет немецкое происхождение. Чтобы противостоять натиску враждебной страны, французские компании решили объединиться.
Основным рынком сбыта союза была Франция, её колониальные владения, а также Австралия, Южная Америка. Из-за сильных позиций немецких компаний в Северной Америке французы были там мало представлены. В 1912 году только одна из фабрик в Венсене выпустила 5 млн кукол. В 1922 году альянс производил до 2 000 различных моделей кукол, а на производстве было задействовано около 2 800 служащих. В основном продукция производилась с фарфоровыми (бисквитными) головами (реже с композитными материалами) и торсом из композита. Общество использовало опыт и разработки ведущих компаний-участниц. В частности, так появилась одна из самых известных моделей альянса — кукла-пандора «Синеглазка» (Bleuette), ведущая происхождение от производственных традиций компании «Жюмо».